# Tulagi
Tulagi o també Tulaghi és una illa petita (5,5 x 1 km) de Salomó, situada a la costa sud de les Illes Florida. La ciutat del mateix nom que l'illa (1.750 habitants) fou la capital del Protectorat de Salomó de 1896 a 1942, i avui dia és la capital de la Província Central.
L'illa fou triada en un principi pels britànics perquè era més aïllada i més sana que les grans illes del voltant.

## Segona Guerra Mundial
Els japonesos van ocupar Tulagi el 3 de maig de 1942 amb la intenció d'instal·lar-hi una base d'hidroavions de proximitat (és l'anomenada Invasió de Tulagi (1942)). Els vaixells situats al port de Tulagi van ser atacats des del portaavions americà Yorktown l'endemà, en el que seria el preludi de la batalla del Mar del Corall.
Les forces americanes, principalment el 1r dels Raiders de Marina, van desembarcar-hi el 7 d'agost i van prendre Tulagi en el marc de la batalla de Guadalcanal, després d'un dia de combats duríssims.
Després de la presa americana, l'illa va acollir durant un any la flota de patrulleres torpedineres (PT boats), entre els quals el PT-109 de John Fitzgerald Kennedy, així com altres instal·lacions auxiliars.
Un petit dispensari de 20 llits va funcionar a Tulagi fins que es va tancar el 1946. L'illa també va acollir altres vaixells de la marina dels Estats Units entre 1942 i 1943.

## Després de la Guerra
L'actual Tulagi disposa d'una flota pesquera.